# St. Jakobus (München)

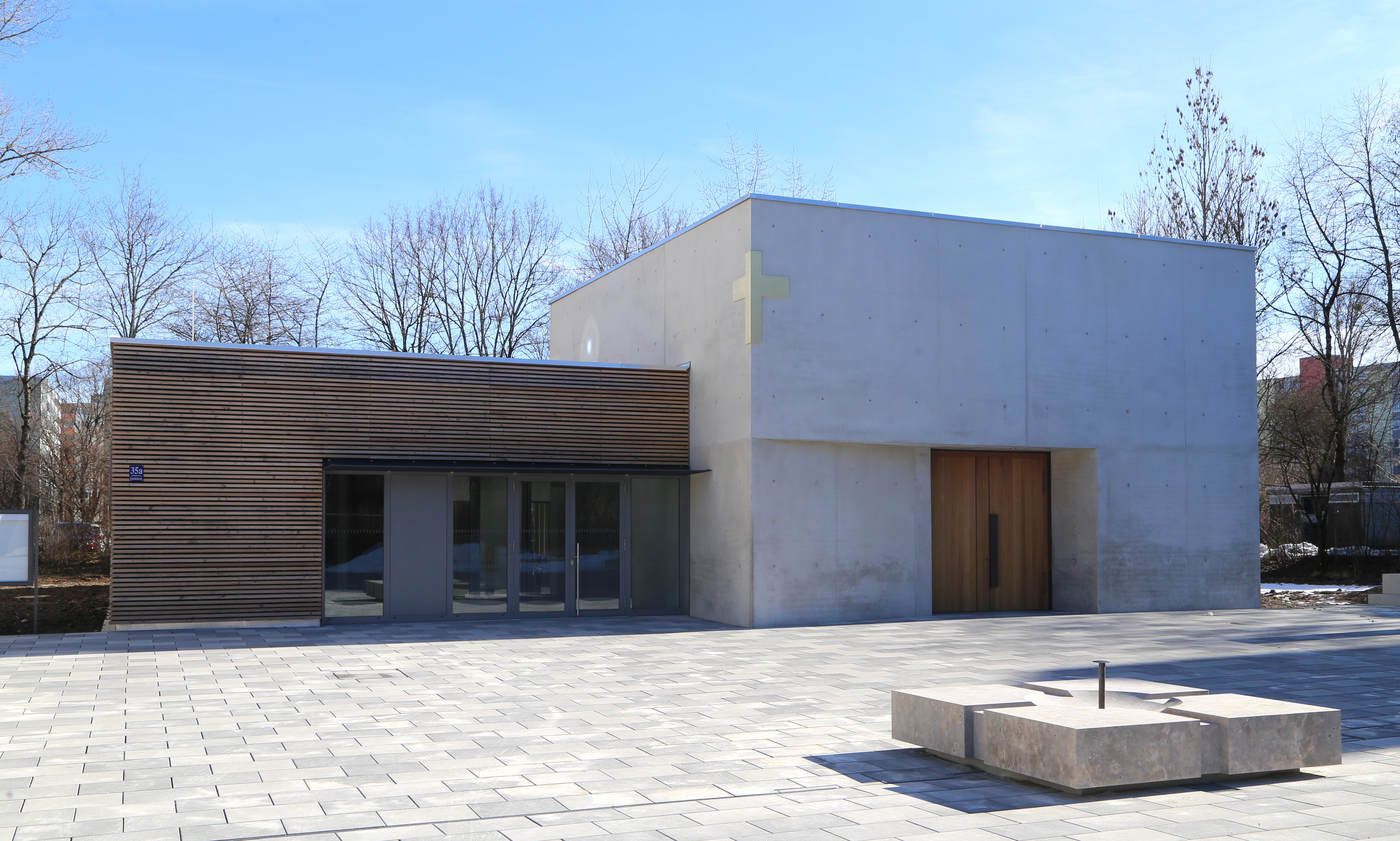
St. Jakobus (2019)

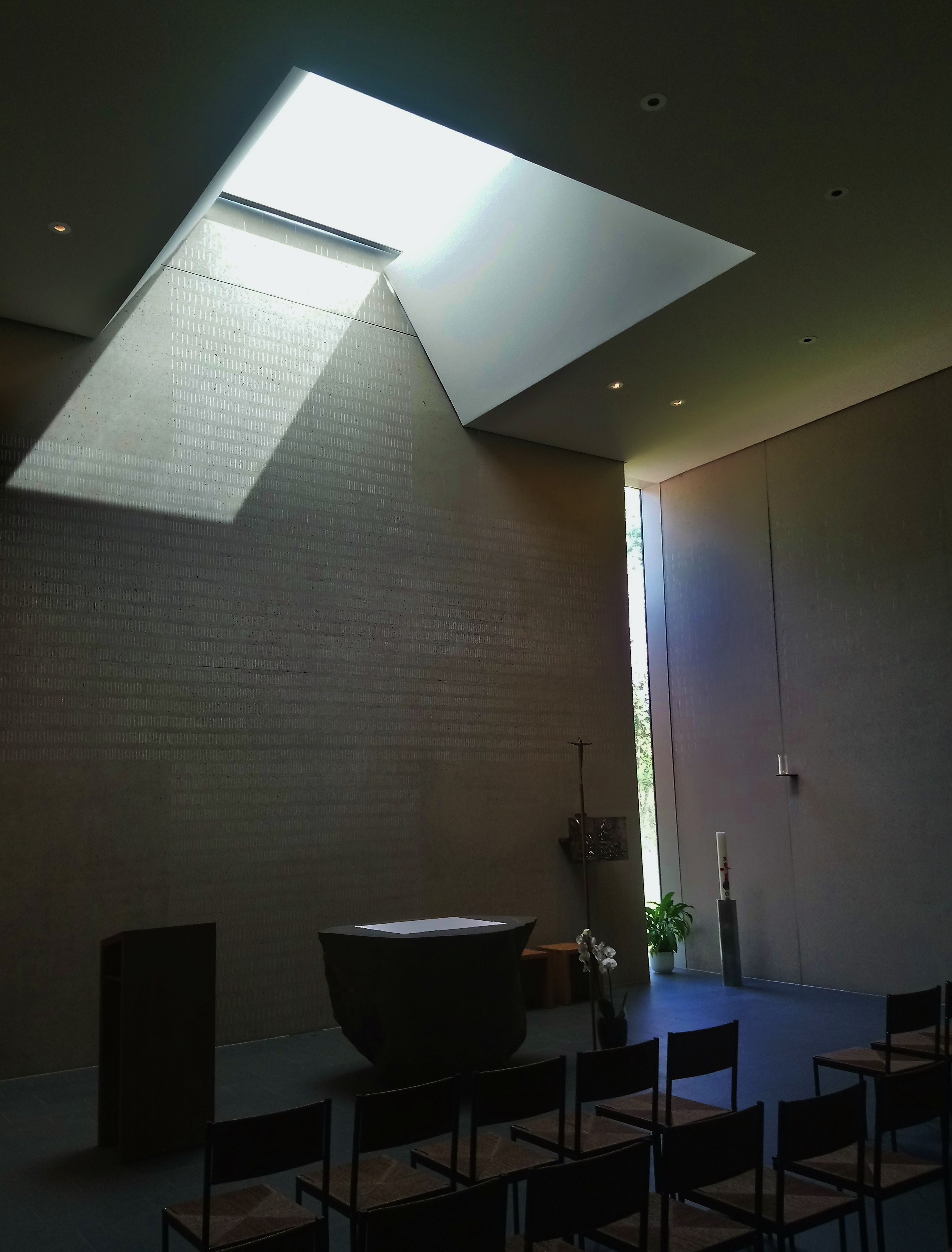
Das Innere der Kirche

St. Jakobus ist eine 2019 eröffnete römisch-katholische Kirche in der Quiddestraße 35a im Münchner Stadtteil Neuperlach. Sie gehört zur Pfarrei Christus Erlöser.

## Beschreibung

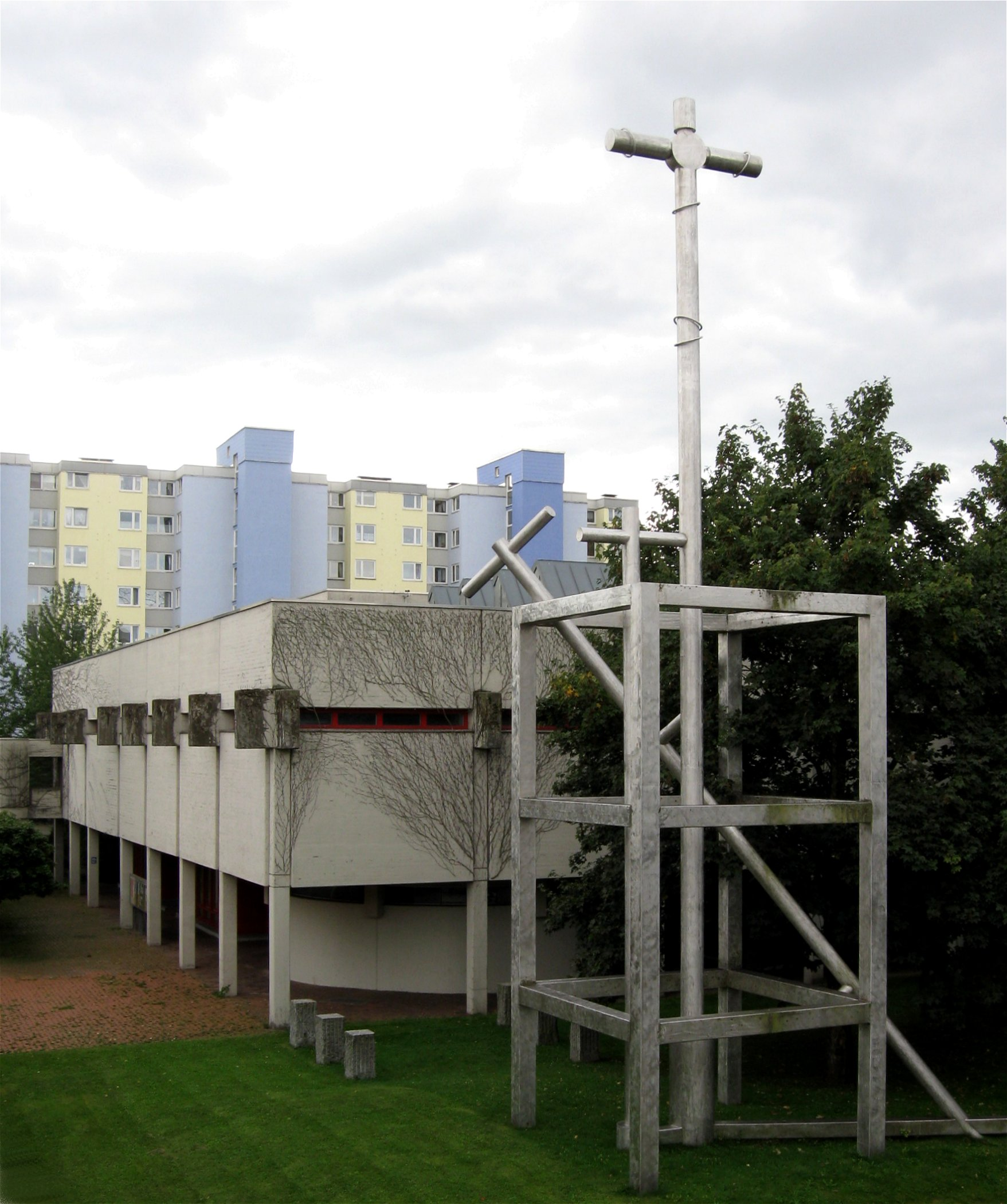
Ehemalige, inzwischen abgerissene Kirche St. Jakobus (2009)

Die Kirche  wurde 2016 bis 2019 errichtet. Das Gebäude besteht hauptsächlich aus Sichtbeton, der Kirchenraum ist mit Schieferfliesen und Fußbodenheizung ausgelegt. Der Altar ist ein knapp zweieinhalb Tonnen schwerer Findling aus den Alpen, gestaltet von dem Künstlerpaar Lutzenberger. Architekt ist Andreas Hlawaczek.
Die Orgel der ehemaligen Kirche mit 14 Registern und vollmechanischen Schleifladen wurde 1976 von Guido Nenninger errichtet. Das Instrument wurde 2013 an die Evangelische Kirchengemeinde Pöcking verkauft. In der neu errichteten Kirche steht eine Truhenorgel der Firma Münchner Orgelbau Johannes Führer. Die Alte Orgel hatte folgende Disposition:
| I Hauptwerk    |       |
| Rohrflöte      | 8′    |
| Prinzipal      | 4′    |
| Schwiegel      | 2′    |
| Sesquialter II | 1 ⁄3′ |
| Mixtur III     | 1 ⁄3′ |

| II Nebenwerk   |       |
| Gedeckt        | 8′    |
| Blockflöte     | 4′    |
| Prinzipal      | 2′    |
| Quint          | 1 ⁄3′ |
| Zimbel II      | 1⁄2′  |
| Trompetenregal | 8′    |

| Pedal     |     |
| Subbass   | 16′ |
| Flötoktav | 8′  |
| Oktave    | 4′  |

- Koppeln: II/I, I/P, II/P

Auf dem Vorplatz sind Stelen aufgestellt, die den Jakobsweg symbolisieren.
Die 1974 geweihte Vorgängerkirche wurde wegen statischer und brandschutztechnischer Mängel abgerissen und durch den Neubau und eine Kindertagesstätte ersetzt. Die Skulptur „Kreuzgerüst“ von Karl Jakob Schwalbach (1998) war der „Kirchturm“ der alten, abgerissenen Kirche St. Jakobus. Sie steht nach wie vor an alter Stelle direkt an der Quiddestraße, jetzt allerdings gut 50 m entfernt von der neuen Kirche.